# Kaientai
Kai En Tai, también conocido como Kaientai, fue un stable de lucha libre profesional fundado por los luchadores japoneses Kaz Hayashi, Dick Togo y Mens Teioh, a los que más tarde su unieron Sho Funaki y TAKA Michinoku. Es conocido por sus apariciones en Michinoku Pro Wrestling y luego en World Wrestling Federation, donde lucharon bajo la dirección de Yamaguchi-san.

## Historia

### Michinoku Pro Wrestling (1994-1998)
El grupo debutó en la promoción de lucha libre Michinoku Pro de Japón a fines de 1994 cuando SATO, Super Boy y Shiryu se presentaron como Kai En Tai. El nombre "Kai En Tai" se basó en la primera corporación moderna de Japón, Kaientai ("Fuerza Auxiliar Naval"), una institución naval y organización paramilitar dedicada a liberar a Japón del gobierno feudal y proteger la soberanía nacional del país, que fue un jugador importante en el mundo. Introducción de la Restauración Meiji. Dick Togo nombró a su facción "Kaientai" en su honor.
Kai En Tai tuvo muchos partidos de equipo de alto perfil antes de que dos de ellos cambiaran sus nombres; SATO se convirtió en Dick Togo, Terry Boy se convirtió en Mens Teioh, mientras que el nombre de Shiryu se mantuvo sin cambios. El nombre del establo también se cambió a "Kaientai Deluxe", o Kaientai DX para abreviar. Más tarde se les uniría a The Dream Chasers (Taka Michinoku y Shoichi Funaki) como nuevos miembros. Otros miembros fueron Hanzo Nakajima, Yoshihiro Tajiri y Gran Hamada.

### Extreme Championship Wrestling (1997)
A principios de 1997, Taka Michinoku, Dick Togo y Terry Boy tuvieron una corta temporada en ECW como BWO Japan (también conocido como "BWO International") y se pelearon con el equipo japonés de The Great Sasuke, Gran Hamada y Gran Naniwa. La rivalidad culminó en el primer evento de Pay-Per-View de ECW, Barely Legal 1997, donde el equipo de Sasuke, Hamada y Masato Yakushiji (sustituyendo a un Gran Naniwa lesionado) salió victorioso. Desde entonces, Kai En Tai adoptaría permanentemente los dos colores del azul y el blanco como propios.

### World Wrestling Federation (1998-2001)
Kai En Tai (con la excepción de Shiryu, que se quedó en la WCW) hicieron su primera aparición en WWF la noche después de WrestleMania XIV en la edición del 30 de marzo en RAW. El equipo, tras haber dejado las siglas DX por la presencia de D-Generation X en la empresa, debutaron atacando por razones desconocidas a Taka Michinoku, que ya llevaba más tiempo en la empresa. Los anunciadores llamaron al grupo "Club Kamikaze" antes de que el mánager del grupo, presentándose como Yamaguchi-san, proclamase que el nombre del grupo era Kaientai.
Su feudo más infame fue con el actor porno Val Venis. Éste había mostrado un tráiler de una de sus películas pornográficas en la que aparecían él y la (kayfabe) esposa de Yamaguchi. Kaientai trajo al ring a mrs. Yamaguchi para que su esposo la azotase con una vara, pero fue salvada por Venis. Dos semanas más tarde, Michinoku traicionó a Kaientai para hacer equipo con Venis contra ellos, pero todo era un engaño para emboscar a Venis, ya que Michinoku dijo ser hermano de Mrs. Yamaguchi. El grupo arrastró a Val Venis a backstage, donde fue atado al techo mientras (siempre sin mostrarse) Yamaguchi se disponía a castrarlo con una katana, acabando el segmento sin que los espectadores supiesen su final. La semana siguiente, Venis volvió diciendo que, para su alivio, su amigo John Wayne Bobbitt había ido a rescatarle, evitando la castración. Tras esto, Venis rompió con Mrs. Yamaguchi y el feudo acabó.
Después de que Togo, Teioh, Yamaguchi y su esposa dejasen la WWF, Michinoku y Funaki siguieron haciendo tag team como cómicos jobbers. Se caracterizaban por estar sus voces dobladas al inglés de modo chapucero, rodando sketches parodicos usando la muletilla "Indeed!" ("¡Claro que sí!"). El último combate de ambos en la empresa fue una victoria sobre Raven & Justin Credible en octubre de 2001.
Eventualmente Michinoku dejó la empresa. Funaki se quedó en la WWF, encontrando un hueco en SmackDown como entrevistador.

## En lucha
- Movimientos finales
  - Múltiples diving splashes de todos los miembros a un solo oponente[3]
  - Combinación de flapjack de Funaki y cutter de Teioh[4]

- Movimientos de firma
  - Combinación de sky lift slam de dos miembros y diving senton de Togo[5]
  - Combinación de catapult de Funaki y running clothesline de Togo seguido de low-angle dropkick de Shiryu
  - Múltiples elbow drops de todos los miembros a un solo oponente[3]
  - Múltiples suicide dives
  - Aided powerbomb
  - Irish whip de un miembro lanzando al otro en un running double knee strike a un oponente arrinconado
  - Sucesión de drop toehold, camel clutch y baseball slide
  - Double shoulder block después de un double Irish whip contra las cuerdas[6]
  - Double choke suplex
  - Double dropkick[3]

## Campeonatos y logros
- Michinoku Pro Wrestling
  - British Commonwealth Junior Heavyweight Championship (1 vez) - Dick Togo
  - UWF Super Welterweight Championship - Dick togo (1 vez) y Mens Teioh (1 vez)
  - FMW Independent World Junior Heavyweight Championship - TAKA Michinoku (2 veces)
  - Futaritabi Tag Team League (1996) - con Dick Togo & Mens Teioh

- New Japan Pro Wrestling
  - IWGP Junior Heavyweight Tag Team Championship - TAKA Michinoku & Dick Togo

- World Wrestling Federation
  - WWF Light Heavyweight Championship (1 vez) - TAKA Michinoku
  - WWF Hardcore Championship (1 vez) - Sho Funaki